# Eoscarta borealis
Eoscarta borealis är en insektsart som först beskrevs av William Lucas Distant 1878.  Eoscarta borealis ingår i släktet Eoscarta och familjen spottstritar. Inga underarter finns listade i Catalogue of Life.